# 이타카섬
이타카(그리스어: Ιθάκη) 또는 이타키는 그리스 이오니아 제도에 있는 한 섬으로, 3천 여명 정도 주민이 살고 있다. 케팔로니아 현(케팔로니아 이타카 현)의 독립 지방자치단체로, 케팔로니아 북쪽 해안과 가깝다. 이타카 시는 이타카 섬의 일부를 차지하고 있다. 논란이 있기는 하지만 일반적으로 호메로스의 책에 나오는 오디세우스의 고향인 이타카는 이 곳으로 추정된다.